# Allocapnia frumi
Allocapnia frumi is een steenvlieg uit de familie Capniidae. De wetenschappelijke naam van de soort is voor het eerst geldig gepubliceerd in 1982 door Kirchner.